# Ørnen: En krimi-odyssé
Ørnen: En krimi-odyssé (buiten Denemarken vooral bekend als The Eagle: A Crime Odyssey) is een Deense televisieserie uit 2004-2006, die is bedacht en geschreven door Peter Thorsboe en Mai Brostrøm. Door deze auteurs is Ørnen bedoeld als het middendeel van een trilogie, waartoe ook de series Rejseholdet (Unit One) uit 2000 en Livvagterne (The Protectors) uit 2009 behoren.

## Verhaal
De serie is genoemd naar het hoofdpersonage Hallgrim Ørn Hallgrimsson (gespeeld door Jens Albinus), een IJslandse inspecteur van de Deense politie, bijgenaamd "Ørnen" (Engels: The Eagle, Nederlands: De Adelaar). Hij wordt hoofdrechercheur bij de RSA (Rigspolitiets Særlige Afdeling), het team dat onderzoek doet naar zware internationale misdaden en onder leiding staat van een tweetal vrouwen: Thea Nellemann en haar plaatsvervanger Marie Wied. Met een team van getalenteerde medewerkers behandelt hij zeer complexe zaken met alle beschikbare middelen.
Er werd grotendeels op locatie gefilmd in Kopenhagen en omgeving, maar ook elders in Noord-Europa, zoals in Berlijn, Oslo, Stockholm en op IJsland. De titels van de afleveringen zijn ontleend aan de Griekse mythologie. De ondertitel En krimi-odyssé, naar Homerus' Odyssee, verwijst naar de persoonlijke situatie van Hallgrimsson, die bezig is aan een steeds weer uitgestelde thuisreis naar Vestmannaeyjar (een groepje eilanden bij IJsland), net als die van Odysseus naar Ithaka.
Hallgrim worstelt met demonen uit zijn verleden. Hij 'ziet' zijn fylgja (in de figuur van zijn jeugdvriendin Unge Isbjørg) tijdens zowel slapen als waken. Ook de titelsong Forgiveness, geschreven door de Deense filmcomponist Jacob Groth en gezongen door diens vrouw Misen Groth, is vooral van toepassing op de persoonlijke geschiedenis van Hallgrim.
De eenheid is gevestigd in een historisch gebouw op de voormalige marinebasis Holmen in de haven van Kopenhagen. Het betreft het Planbygningen uit 1764, dat als onderdeel van de scheepswerf gebruikt werd voor het vervaardigen van de spanten van de schepen.

## Uitzendingen
De Deense publieke omroep DR begon deze serie op 10 oktober 2004. De 24 afleveringen werden verdeeld over drie seizoenen van elk acht. De slotaflevering werd uitgezonden op 26 november 2006. Ook in veel andere landen is de serie te zien geweest, waaronder Vlaams-België (Canvas). Elke aflevering duurt 58 minuten. De dvd's die van Ørnen zijn uitgebracht (ook met Nederlandse ondertitels), hebben een totale speelduur van 1440 minuten.

## Prijs
In 2005 werd aan Ørnen een International Emmy Award toegekend voor de beste buitenlandse dramaserie op televisie.

## Vaste cast
- Jens Albinus - Hallgrim Ørn Hallgrimsson
- Ghita Nørby - Thea Nellemann
- Marina Bouras - Marie Wied
- Janus Bakrawi - Nazim Talawi
- Steen Stig Lommer - Villy Frandsen
- David Owe - Michael Kristensen
- Susan A. Olsen - Ditte Hansen

## Afleveringen
Serie I (2004)
1. Kodenavn: Sysifos 1
2. Kodenavn: Sysifos 2
3. Kodenavn: Skylla
4. Kodenavn: Ifigenia
5. Kodenavn: Ares 1
6. Kodenavn: Ares 2
7. Kodenavn: Nemesis
8. Kodenavn: Hades

Serie II (2005)
1. Kodenavn: Kronos 1
2. Kodenavn: Kronos 2
3. Kodenavn: Erinye
4. Kodenavn: Agamemnon 1
5. Kodenavn: Agamemnon 2
6. Kodenavn: Agamemnon 3
7. Kodenavn: Ceres 1
8. Kodenavn: Ceres 2

Serie III (2006)
1. Kodenavn: Calypso 1
2. Kodenavn: Calypso 2
3. Kodenavn: Thanatos 1
4. Kodenavn: Thanatos 2
5. Kodenavn: Minos 1
6. Kodenavn: Minos 2
7. Kodenavn: Ithaca 1
8. Kodenavn: Ithaca 2